# 가고시마 중앙역
가고시마 중앙역(일본어: 鹿児島中央駅)은 일본 가고시마현 가고시마시에 위치한 큐슈여객철도 소속의 철도역이며, 큐슈신칸센, 닛포 본선, 가고시마 본선, 이부스키마쿠라자키 선을 이용할 수 있다. 초창기엔, 니시가고시마역(일본어: 西鹿児島駅)으로 불리었으나, 규슈 신칸센이 1차로 개통한 이후 이 역의 대표성을 높이기 위하여 역 이름이 바뀌었다.
남큐슈 최대의 철도 요충지로, 역사 옆에는 어뮤플라자 가고시마가 위치해있으며, 역 광장 앞에는 가고시마 시영 전차를 탑승할 수 있다.

## 출입구
역사 동쪽과 서쪽에 각각 출입구가 있는데, 이 중 동쪽의 큰 출입구가 정문이다. 역사 동쪽에 사쿠라지마섬이 있어서 동쪽 출입구에 '사쿠라지마구치'(桜島口)라는 별칭이 붙어 있다. 서쪽 출입구에는 딱히 별칭은 없다.

## 타는 곳
| 1       | ■ 이부스키마쿠라자키 선 |        | 고이노・이부스키・야마카와 방면                     |
| 2 · 4   | ■ 닛포 본선             |        | 가고시마・하야토・고쿠부・미야코노조・미야자키 방면 |
| 2 · 4   | ■ 가고시마 본선         |        | 구시키노・센다이 방면                               |
| 2 · 4   | ■ 이부스키마쿠라자키 선 |        | 고이노・이부스키・야마카와 방면                     |
| 5 · 6   | ■ 닛포 본선             |        | 가고시마・하야토・고쿠부・미야코노조・미야자키 방면 |
| 5 · 6   | ■ 카고시마 본선         |        | 구시키노・센다이 방면                               |
| 11 · 14 | 규슈 신칸센             | (상행) | 구마모토 · 하카타 · 신오사카 방면                   |

## 역 주변
- 미나미 니혼 방송회관
- 어뮤플라자 가고시마
- JR 큐슈 호텔 가고시마
- 가고시마 다이이치 호텔

## 인접 역
| 규슈 신칸센           | 규슈 신칸센             | 규슈 신칸센              |
| --------------------- | ----------------------- | ------------------------ |
| 센다이 하카타 방면    | ■ 큐슈신칸센            | 시·종착역                |
| 가고시마 본선         |                         |                          |
| 히로키 모지 항 방면   | ■ 카고시마 본선         | 가고시마                 |
| 닛포 본선             |                         |                          |
| 가고시마 고쿠라 방면  | ■ 닛포 본선             | 시·종착역                |
| 이부스키마쿠라자키 선 |                         |                          |
| 시·종착역             | ■ 이부스키마쿠라자키 선 | 고리모토 마쿠라자키 방면 |